# Markiezenijsvogel
De markiezenijsvogel (Todiramphus godeffroyi) is een vogel uit de familie Alcedinidae (ijsvogels). Het is een ernstig bedreigde, endemische vogelsoort op de Marquesaseilanden, een eilandengroep in de Grote Oceaan die deel uitmaakt van Frans-Polynesië. De vogel werd in 1877 door Otto Finsch beschreven als Halcyon godeffroyi en vernoemd naar de Duitse handelaar en verzamelaar Johan Cesar Godeffroy.

## Kenmerken
De vogel is 22 cm lang. Het is een opvallende ijsvogel met een witte kop, borst en buik en donkere oogstreep als een masker. De rug, stuit, staart en vleugels zijn blauw. Kenmerkend is een driehoekig gevormde lichtbruine vlek op de bovenkant van de rug.

## Verspreiding en leefgebied
Deze soort is endemisch op de Marquesaseilanden en sinds eind jaren 1990 alleen nog op het eiland Tahuata. Het leefgebied bestaat uit dicht, vochtig regenbos langs bergbeken en afgelegen valleien, maar de vogel wordt ook wel in kokospalmplantages gezien.

## Status
De markiezenijsvogel heeft een zeer klein verspreidingsgebied en daardoor is de kans op uitsterven aanwezig. De grootte van de populatie werd in 2014 door BirdLife International geschat op 350 volwassen individuen en de populatie-aantallen nemen af. Het bos waarin de vogel voorkomt wordt aangetast door begrazing door verwilderde paarden, geiten, schapen en varkens. Er zijn ook vogelsoorten geïntroduceerd die als concurrent of predator van deze ijsvogel optreden. Om deze redenen staat deze soort als ernstig bedreigd (kritiek) op de Rode Lijst van de IUCN.